# Congregação Servos da Caridade
A Congregação dos Servos da Caridade (Congregatio Servorum a Charitate, SdC), é uma ordem religiosa da Igreja Católica Apostólica Romana fundada por São Luís Guanella em 1908, que dedica-se à evangelização dos pobres, principalmente mediante as Obras de misericórdia a favor dos que são provados pelo sofrimento físico, moral e espiritual.
Seguindo as diretrizes do Concílio Vaticano II e as outras disposições eclesiásticas, ela renovou o texto da Constituição, que o Superior-Geral, em nome do Capítulo, apresentou à Santa Sé, solicitando a sua aprovação.
Este Dicastério para os Religiosos e os Institutos regulares, após ter confiado o texto ao exame dos Consultores, considerado o voto favorável do Congresso, realizado no dia quatro deste mês de março,com o presente Decreto o aprova e confirma as modificações estabelecidas pelo nosso Congresso, segundo o exemplar redigido em língua italiana, que se conserva em seu Arquivo, observando quanto de direito deve ser observado.

## História

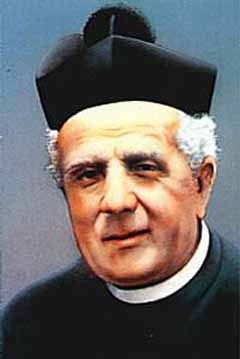
São Luís Guanella, fundador e primeiro superior da congregação

Foi fundada por São Luís Guanella e governou a congregação até 1915 a congregação foi governada pelo Fundador, eleito superior geral no vitalício no primeiro capítulo (1908). Seu sucessor foi o servo de Deus, monsenhor Aurélio Bacciarini, cujo mandato se estendeu de 1915 até 1921 por determinação da Santa Sé e de 1921 até 1924 como superior eleito no terceiro capítulo geral. Neste espaço de tempo ele consolidou a nova congregação procedendo à construção da primeira escola apostólica (1916) e do noviciado (1920).
Quando da realização do IV capítulo geral (1924), sucedeu-lhe Leonardo Mazzucchi (1883-1964), filho espiritual e colaborador predileto do fundador. Ele foi reconfirmado no cargo no V (1930) e no VI (1936) capítulo geral. Seu longo governo (1924-1946) é de importância excepcional. Ele se interessou em conhecer a vida do bem-aventurado Guanella (é sua a primeira e fundamental biografia, 1920), a estima pelo seu espírito (nova edição das Obras ascéticas e dos Regulamentos, coleção do Charitas, A Divina Providência), o reconhecimento de suas virtudes até o êxito feliz dos processos diocesanos e apostólicos em vista da beatificação do Fundador. Além disso, conseguiu consolidar as estruturas da congregação (novo texto da Constituição e aprovação definitiva: 1935).
Depois dele, após a Segunda Guerra Mundial, ocorreu a eleição de Luigi Alippi no VII capítulo geral (1946), sendo confirmado no VIII capítulo geral (1952). Carlo de Ambroggi foi nomeado em 1958 por ocasião do IX capítulo geral e Armando Budino em 1964 no decorrer do X capítulo geral. Sob a orientação deles o Instituto floresceu sob o ponto de vista econômico: ampliação e reestruturação de instituições já em andamento, novas fundações, aceitação de paróquias. E houve a ulterior consolidação de novas escolas apostólicas: seminário teológico e reformulação do período formativo.
Quando da realização do XI capítulo geral (1969), foi eleito Olimpio Giampedraglia, que foi reconfirmado no capítulo sucessivo (1976), vindo a falecer em 1980, antes de findar o mandato. Seu empenho caracterizou-se pelo encaminhamento das normas conciliares e as decisões capitulares, principalmente do capítulo geral especial (1969-1970): promulgação do novo texto da Constituição e do Regulamento, instauração das províncias religiosas, transferência da sede geral e do seminário teológico para Roma, especialização dos coirmãos e das instituições, encaminhamento de novas atividades (Palência, na Espanha; Nazaré, em Israel).
No XIII Capítulo Geral (1981) sucedeu-lhe Pietro Pasquali, confirmado para um segundo mandato em 1987. Graças ao seu empenho ocorreu a abertura de dois novos campos de ação: concluir a renovação dos textos normativos e sustentar a vitalidade das fundações missionárias. O aperfeiçoamento da Constituição ocorreu no capítulo geral extraordinário, que se realizou em duas sessões (1984-1985). Uma vez apresentadas à Santa Sé, o texto foi definitivamente aprovado aos 22 de março de 1986 (Solenidade da Anunciação). No campo missionário foi grande a coragem apostólica: em dezembro de 1983, abriu-se a primeira missão no México; em 1986 ocorreram os primeiros contatos com a India; em 1988 com a Polônia, e no ano seguinte com as Filipinas e a Nigéria.
Sucedeu-lhe, no capítulo de 1993, Nino Minetti. Ele, por sua vez, além de impulsionar a consolidação das aberturas missionárias já em andamento, fez novas aberturas: Gana, República Democrática do Congo, Guatemala; introduziu novos organismos na geografia do Instituto (Delegação Nossa Senhora de Guadalupe, que abrange as comunidades do México, da Guatemala e da Colômbia; a Delegação da Espanha, unida à Província Sagrado Coração. Como desafio teve que enfrentar os diversos problemas oriundos do diálogo com as culturas contemporâneas, bem como a confrontação com os temas da formação permanente e dos novos seminários construídos em terras de missão.
O padre Alfonso Crippa assumiu como superior-geral no ano de 2006 e atualmente está em seu segundo mandato.